# 奥古斯特·吉鲁
奥古斯特·吉鲁（法語：Auguste Giroux，1874年7月29日—1953年8月9日），法国男子橄榄球运动员，出生于卢瓦尔河畔新堡。他曾代表法国参加1900年夏季奥林匹克运动会橄榄球比赛，获得一枚金牌。